# Ferrovias do Holocausto
Ferrovias do Holocausto foram transportes ferroviários organizados pela Alemanha Nazista e seus colaboradores para deportar forçosamente judeus e outras vítimas do Holocausto detidas em campos de concentração e extermínio.
Historiadores modernos sugerem que, sem o transporte em massa obtido pelas vias férreas, a escala alcançada pela Solução Final não teria sido possível.

## O papel das vias férreas na Solução Final

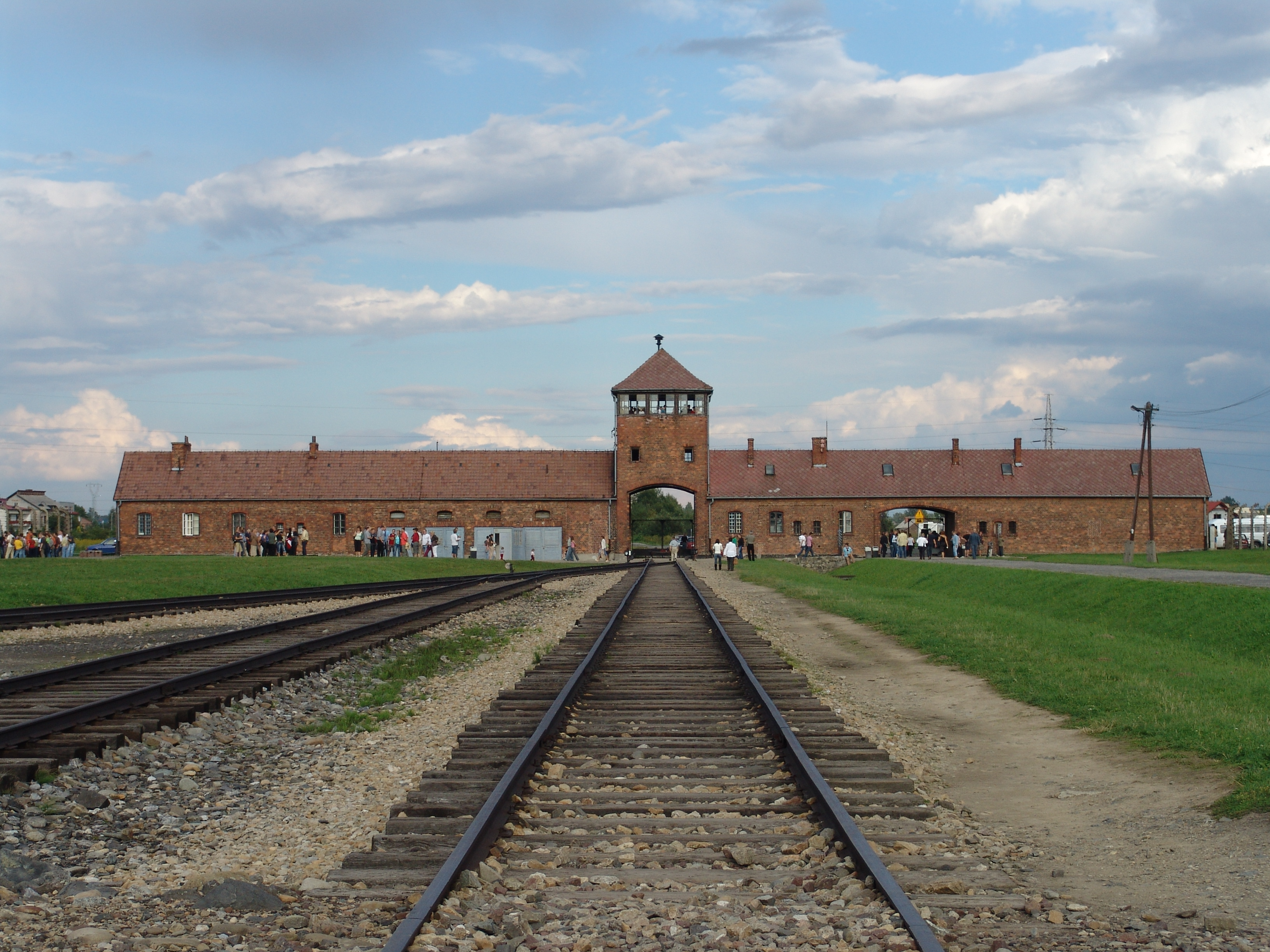
Entrada, ou o assim chamado "portão da morte" do campo de extermínio de Auschwitz II-Birkenau, 2006

Durante as várias fases do Holocausto, as ferrovias foram utilizadas de forma alternada:
- Após discriminação econômica e separação, os trens foram usados para concentrar determinadas populações, seja em guetos ou — o mais frequente — para transportá-las até campos de concentração ou de trabalhos forçados;
- Depois da concentração em guetos, para transportar os presos para campos de extermínio.

A escala do massacre de membros de grupos mirados pela Solução Final dependeu portanto de apenas dois fatores:
- A capacidade das vias férreas transportarem os condenados dos guetos até os campos de extermínio;
- A capacidade dos campos de extermínio de assassinar as vítimas e processar os corpos.

Os números modernos mais precisos a respeito da escala da Solução Final ainda fiam-se parcialmente nos registros de passageiros embarcados em vias férreas alemãs.

### Vantagem da utilização das ferrovias
Para implementar a Solução Final, os nazistas precisavam de um sistema eficiente de extermínio em massa. Apesar de os trens representarem um método de transporte valioso, eles aceleraram a escala e a duração projetada para o extermínio. A natureza enclausurada dos vagões utilizados também reduziram o número e o treinamento de tropas necessárias para transportar as vítimas, e permitiu que os nazistas construíssem e operassem de forma mais eficiente os campos de extermínio em larga escala. Muitos dos judeus assassinados eram originários do Leste Europeu, onde estavam muitos trens que já haviam sido utilizados para transportar provisões militares para o front russo, e estariam vazios em seu retorno à Alemanha não fosse a carga humana reunida para o Holocausto.

### Escala da necessidade de transporte em massa

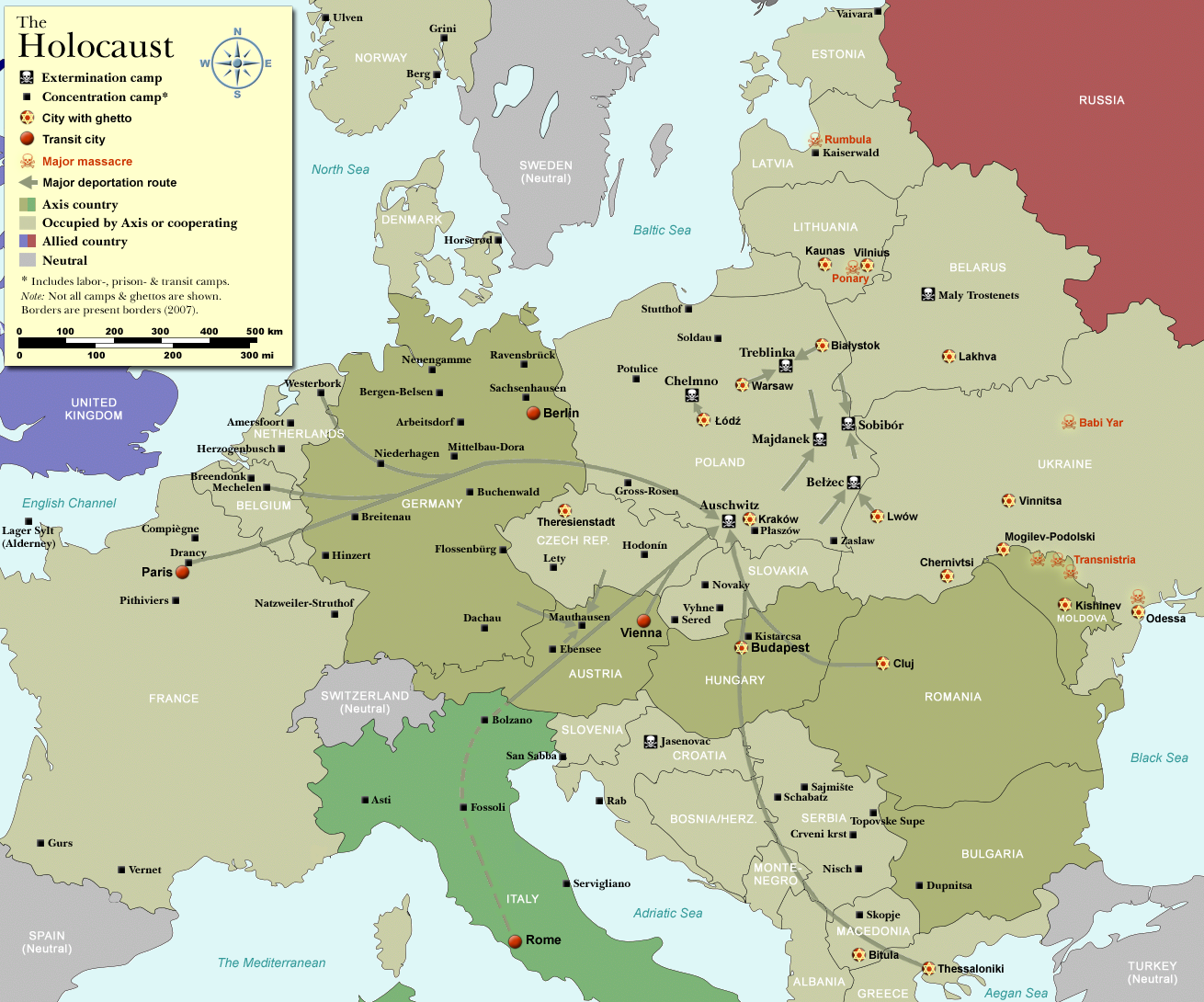
Mapa geral das rotas e campos de deportação

Em 20 de janeiro de 1942, após a Conferência de Wannsee, os nazistas deram início ao massacre em larga escala de judeus. Os esquadrões móveis de extermínio já estavam conduzindo fuzilamento em massa de judeus nas áreas ocupadas em território soviético desde o ano anterior, e agora as vítimas eram ou deportadas para guetos vazios (como Riga), ou para os campos de extermínio da Operação Reinhard: Treblinka, Belzec e Sobibor.
Em Wamnsee, as SS estimaram que a Solução Final aniquiliaria 11 milhões de judeus europeus; os estrategistas alemães visualizaram a inclusão de indivíduos vivendo então em territórios neutros ou ainda não conquistados, como Irlanda, Suécia, Turquia e Reino Unido. Deportações nesta escala necessitavam da coordenação de diversos ministros e organizações estaduais do governo alemão, incluindo o Escritório de Segurança do Reich (RSHA), o Ministério dos Transportes e o Escritório de Assuntos Externos. O RSHA coordenou e dirigiu as deportações; o Ministério dos Transportes organizou os horários dos trens; e o Escritório de Assuntos Externos negociou com estados aliados da Alemanha a entrega de seus cidadãos judeus.
Judeus da Alemanha e territórios conquistados foram deportados por ferrovias para campos de extermínio na Polônia sob ocupação nazista, onde foram sistematicamente assassinados. As autoridades alemãs ocultaram a Solução Final ao referirem-se a estas deportações como "reassentamento no oeste". As vítimas foram informadas que estavam sendo levadas para campos de trabalho, mas a partir de 1942, na verdade, a deportação de grande parte dos judeus significou sua realocação para campos de extermínio.

## Estágios finais

### 1944 em diante
Depois que o Exército Vermelho passou a fazer diversas incursões em territórios sob ocupação nazista ao leste, e do desembarque Aliado na Normandia em junho de 1944, o número de trens e pessoas transportadas começou a ficar inconstante.
Em novembro do mesmo ano, com o fechamento de Birkenau e o avanço do exército soviético, o tráfego dos trens da morte cessou, sendo substituído pelas marchas da morte, que tinham a vantagem de obrigar as vítimas a construir defesas em seu caminho.

#### O trem de Kastner
Em abril de 1944, por razões ainda disputadas, oficiais nazistas sob o comando de Adolf Eichmann das SS, ofereceram ao Comitê de Auxílio e Resgate Sionista (Vaada), cujo jornalista e advogado Rudolph Kastner era o líder de facto, vistos de saída para 600 judeus que possuíam certificados de imigração palestinos en troca de 6,5 milhões de pengő (ou 1,600,000 dólares).
As negociações entre as SS e o Vaada foram expandidas para incluir mais judeus, e o comitê organizou uma lista de dez categorias de indivíduos que pretendiam resgatar, lista que incluia judeus ortodoxos, Sionistas, judeus proeminentes, órfãos, refugiados e "pessoas pagantes". A lista abrangeu controversialmente 388 moradores de Cluj, cidade natal de Kastner.
O trem de Kastner eventualmente transportou 1,684 judeus da Hungria sob controle nazista até a Suíça, após o pagamento da quantia pedida. Embora Kastner tenha sido criticado posteriormente por colocar sua própria família no trem, Hansi Brand, um membro do Vaada, testemunhou no julgamento de Eichmann em Jerusalém em 1961 que Kastner incluíra sua família para assegurar aos outros passageiros que o transporte era confiável e não estava destinado, como muitos temiam, para Auschwitz.

### 1945
Enquanto os exércitos soviético e aliado realizavam suas ofensivas finais, os nazistas transportavam uma parcela dos sobreviventes dos campos de concentração ou para campos localizados no interior do Terceiro Reich em colapso, ou para regiões de fronteira onde eles acreditavam poder negociar a libertação de prisioneiros de guerra alemães em troca dos judeus e estrangeiros mantidos sob seu poder.
Muitos dos detidos foram transportados através das infames Marchas da Morte, mas entre os outros meios de locomação utilizados nesta época estavam três trens que partiram de Bergen-Belsen em abril de 1945 e que acabaram interceptados, com todos os passageiros libertados.
O último registro de transporte finalizado de presos foi do trem utilizado para levar as mulheres do campo de Theresienstadt, onde por três dias em março de 1945 as sobreviventes remanescentes foram comprimidas em vagões de gado. Das 1,000 prisioneiras, apenas 200 sobreviveram a viagem até Bergen-Belsen.